# Zweitlisting
Ein Zweitlisting (auch Zweitnotierung; englisch cross-listing oder dual-listing) ist die Zulassung/Börsennotierung von Aktien in einem anderen als dem Land, in dem der erste Börsengang (initial public offering) eines Unternehmens erfolgt.

## Entwicklung
Zweitlistings waren früher ein oft gewählter Weg von Unternehmen sich in einem zweiten Land an der Börse notieren zu lassen und so eine größere Investorengruppe zu erreichen. Besonders amerikanische Unternehmen strebten so nach Europa sowie europäische Unternehmen nach Nordamerika.
Durch die hohen zusätzlichen Gebühren durch das Zweitlisting sowie zunehmende Tendenzen der Investorenmobilität – sprich die großen Investoren haben mittlerweile selbst Niederlassungen an allen wichtigen Finanzplätzen, wodurch die Unternehmen nicht mehr erst zu diesen kommen müssen – hat der Trend des Zweitlistings in den vergangenen Jahren abgenommen. Dieses wird dadurch unterstützt, dass bei weitem der größte Teil der Investoren professionelle, weltweit tätige Anleger und keine Kleinanleger sind. So haben z. B. mittlerweile auch einige Unternehmen sich für einen Rückzug entschieden und sind so nicht mehr direkt z. B. in den Vereinigten Staaten notiert.
Ein weiterer negativer Aspekt sind sehr hohe regulatorische Anforderungen die von Land zu Land variieren können und so die Unternehmen die ein direktes Listing in einem zweiten Land planen zusätzlich abschreckt.
Die neuste und umfassendste Form der mehrfachen Notierung ist die Globalnotierung über eine Global registrierte Aktie (Global Registered Share, GRS). Dieses ist die Verbriefung von direkten Unternehmensanteilen in Aktien, die an einer Vielzahl von Börsen direkt zum Handel zugelassen wird. Eines der Vorzeigebeispiele ist die Aktie der DaimlerChrysler AG, die auch als erste „richtige“ global registrierte Aktie gilt. Dieser Aktientyp macht die Veröffentlichung der Prospekte in verschiedenen Sprachen sowie die Einrichtung von Transferagenten in den verschiedenen Ländern erforderlich.
Nachdem schon große deutsche Unternehmen wie E.ON, BASF und Bayer die Mehrfachnotierung zugunsten eines ausschließlichen Listings in Deutschland aufgegeben haben, kündigte im September 2009 auch die Allianz die Aufgabe ihrer Zweitnotierungen an.

## Zweitnotierungen über Hinterlegungsscheine
Mittlerweile hat sich für viele Unternehmen über Hinterlegungsscheine eine vergleichsweise kostengünstige Möglichkeit ergeben, die eigenen Aktien auch im Ausland mittelbar handelbar zu machen, was je nachdem über
- American Depositary Receipts,
- European Depositary Receipts oder
- Global Depositary Receipts geschieht.

Weniger verbreitete lokale, jedoch vom Aufbau gleiche, Hinterlegungsscheine sind:
- International Depositary Receipts (IDR) – gelistet in Brüssel
- Dutch Depositary Receipts (DDR) – gelistet in Amsterdam
- Swedish Depositary Receipts – gelistet in Stockholm
- Singapore Depositary Receipts (SDR)

Generell muss das Unternehmen die eigenen Aktien nicht im Ausland notieren lassen, sondern bietet die Handelbarkeit über eine mittelnde Investmentbank an, die in beiden Ländern aktiv ist, im Heimatland des Unternehmens die Aktien hinterlegt und Investoren im Ausland entsprechend einen indirekten Handel anbietet.